# Kasteel Oud Beijsterveld

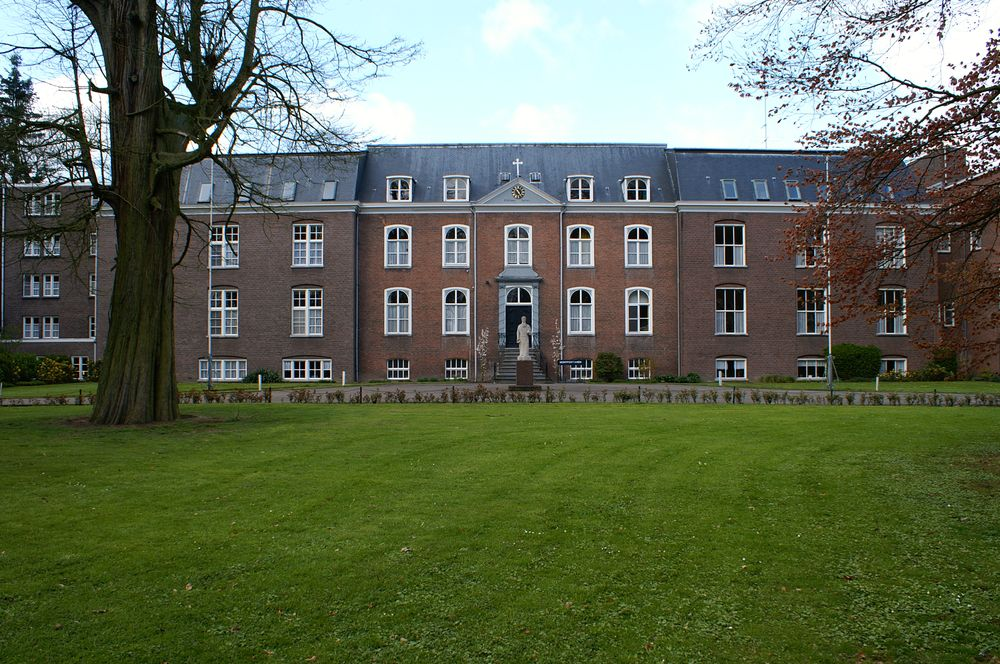
Kasteel Oud Bijsterveld

Kasteel Oud Beijsterveld was een kasteel te Oirschot, in de buurtschap Notel.
Op deze plaats stond een oud adellijk slot waarvan de stichtingsdatum niet bekend is en dat ook niet meer bestaat. Hier resideerden de heren van Oirschot, die echter hun macht met de Hertog van Brabant moesten delen, en die hun hoofdvestiging in Kasteel Ten Bergh te Spoordonk hadden.
In 1672 werd de heerlijkheid van Ferdinand van Merode gekocht door Maarten Christiaan Sweerts de Landas. Het kasteel Oud Beijsterveld werd in de loop van de 18e eeuw gesloopt. Toen werd echter een nieuw kasteel gebouwd door een nazaat van Maarten Christiaan, die er in 1775 in trok. Naar verluidt is voor de bouw van het nieuwe kasteel gebruikgemaakt van sloopmateriaal van het voormalige Kasteel Ten Bergh. Een gevelsteen herinnert aan de ingebruikname.
Dit nieuwe kasteel werd in 1831 door de familie Sweerts de Landas verkocht aan de missionarissen Fils de Marie en in 1903 kwamen er de paters Montfortanen te wonen. Deze vergrootten het complex met nieuwe gebouwen, eerst min of meer in de stijl van het kasteel, later ook met een moderne vleugel. Nog later kwamen ook de zusters van Onze Lieve Vrouw van het Cenakel hier wonen. Om het kasteel heen werd een park aangelegd met een fraaie dreef. Ook vindt men in de tuin een monumentale beuk en een indrukwekkende moerascipres die omstreeks 1880 moet zijn geplant en die een omvang heeft van 470 cm.
In 2005 werden gesprekken geopend van de Montfortanen met het woningbedrijf Oirschot voor de herontwikkeling van het complex, aangezien het klooster zou worden opgeheven. In 2011 verlieten de laatste paters het pand. 